# CORO1C
CORO1C‏ (Coronin 1C) هوَ بروتين يُشَفر بواسطة جين CORO1C في الإنسان.